# 핵 간디

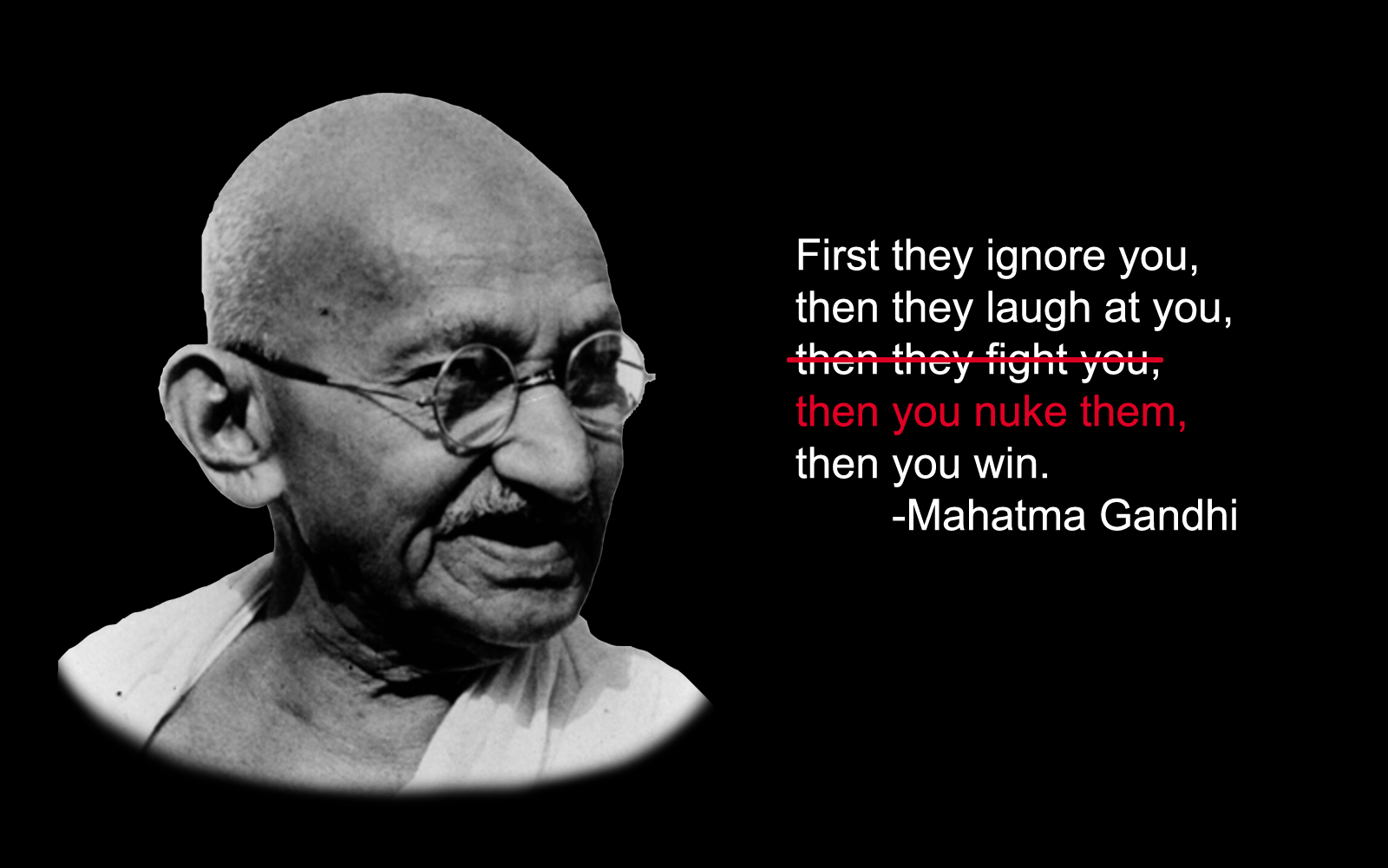
핵 간디 인터넷 밈 예시

핵 간디(Nuclear Gandhi)는 1991년 전략 비디오 게임 문명(Civilization)에 소프트웨어 버그가 존재하여 결국 평화주의 지도자 마하트마 간디(Mahatma Gandhi)가 극도로 공격적이 되어 핵무기를 과도하게 사용하게 될 것이라고 주장하는 비디오 게임 도시 전설이다. 이 주장은 2012년 TV Tropes 위키에 언급되었으며, 시리즈 제작자인 시드 마이어가 원래 게임에서는 버그가 불가능했을 것이라고 확인한 2020년까지 계속되었다. 간디는 2010년에 출시된 문명 V에서 이러한 행동을 보이도록 프로그래밍되었으며, 이로 인해 이전 게임에서도 이러한 행동이 있었다는 믿음이 생겼는지 여부는 불분명하다.
허구이지만 핵 간디는 가장 잘 알려진 비디오 게임 결함 중 하나이며 컴퓨터 과학에서 정수 오버플로의 예로 사용되었으며 문명 시리즈의 다른 게임에서 이스터 에그로 포함되었다.

## 같이 보기
- 인도의 대량살상무기
- 포카란 2차 핵 실험
- 미소짓는 부처